# Dvärgsandbi
Dvärgsandbi (Andrena nanula) är ett sandbi inom familjen grävbin.

## Beskrivning
Arten är liten, med en kroppslängd av 5 till 7 mm. Kroppen är mörk, men med vita hårfransar på tergiternas sidor. Antennerna är dessutom brandgula på undersidan.

## Ekologi
Dvärgsandbiet föredrar solexponerade, vindskyddade torrbackar med tillgång till sina näringsväxter. Den kan även förekomma på andra gräsmarker som ängar och skogsbryn. Arten är oligolektisk, den flyger endast till en familj av blommande växter, i detta fall flockblommiga växter. I Norden föredrar den bockrot och strätta, längre söderut flyger den gärna till vildmorot. I åtminstone delar av utbredningsområdet förefaller arten få två generationer, med den tidiga generationen flygande i maj, och den sena i juli till augusti. Andra källor erkänner bara en generation, den i juli till augusti. Arten är solitär, och honan gräver ut larvbona i bar, lättgrävd jord. Det förekommer att flera honor gräver sina bon i närheten av varandra, i små kolonier.

## Utbredning
Dvärgsandbiet är påträffat i Europa från Frankrike i väster till Ryssland i öster, och från Spanien i söder till Finland i norr, men är ingenstans vanlig; i bland annat Storbritannien är den utdöd. Den förekommer också i norra Asien från asiatiska Ryssland till Primorje kraj och Burjatien i Sibirien.
I Sverige förekommer den sällsynt i östra Småland, Västergötland, södra Östergötland och Mälarlandskapen, med mera sporadiska fynd i Bohuslän och Värmland. Den har också funnits i Skåne och Närke, men är numera regionalt utdöd där. Den svenska förekomsten är rödlistad som sårbar ("VU"). Främsta hoten är habitatförlust till följd av nedläggning av småjordbruk och igenväxning av torrmarker.
I Finland, där den är rödlistad som sårbar ("VU"), har den observerats i söder och i sydöst från Egentliga Finland över Nyland och Södra Karelen till Södra Savolax och Norra Karelen. Även i Finland har arten gått tillbaka; före 2010 var den klassificerad som livskraftig.